# Önnert Jörgen Mohte
Önnert Jörgen Mohte, född 24 augusti 1748 i Ängelholm, död 22 maj 1803 i Ängelholm, var en svensk instrumentmakare. Han var son till Jöran Mohte.

## Biografi
Önnert Jörgen Mohte lärde sig instrumentmakeri hos sin far Jöran Mohte och blev 1770 gesäll hos honom. Han arbetade där fram tills båda föräldrarna var döda 1778 och övertog då verkstaden. Han blev borgare 1778. Han avled den 22 maj 1803 och lämnade efter sig hustru med sex barn. Ingen av hans barn fortsatte i instrumentmakaryrket.
Han ägde en fastighet i Ängelholm. 